# آمارنا ميلر
آمارنا ميلر (مواليد 29 أكتوبر 1990) هي يوتيوبر إسبانية وممثلة إباحية سابقة، منتجة، مخرجة وكاتبة.اسمها الحقيقي مارينا.
اختارت مارينا اسمها الحركي آمارنا ميلر حيث يرمز آمارنا إلى تل العمارنة وميلر إلى الكاتب هنري ميلر. تخرجت من كلية الفنون الجميلة بالجامعة الأوروبية بمدريد. وهي مزدوجة التوجه الجنسي وتمارس بي دي إس إم.

## روابط خارجية
- آمارنا ميلر على موقع IMDb (الإنجليزية)
- آمارنا ميلر على موقع قاعدة بيانات الفيلم (الإنجليزية)
- آمارنا ميلر على موقع كينوبويسك (الروسية)